# Дом Джеймса Чарнли

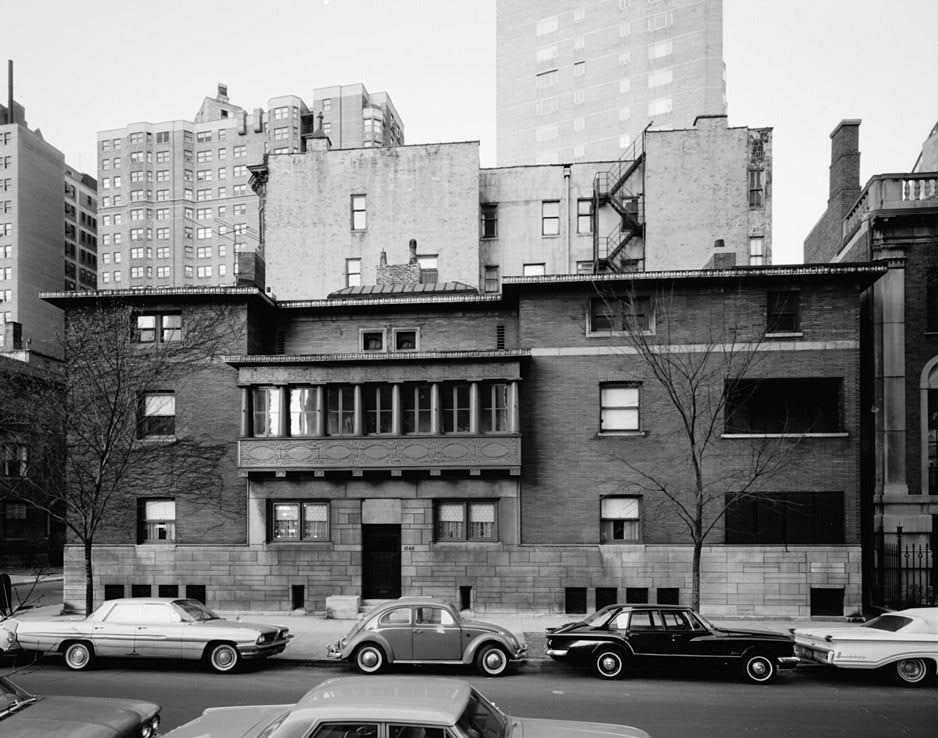
Дополнительный отсек был добавлен с правой стороны после сноса соседнего здания

Дом Джеймса Чарнли (англ. James Charnley House), также Дом Чарнли-Перски (англ. Charnley-Persky House) — исторический дом-музей, расположенный по адресу 1365 North Astor Street в районе Золотой Берег в Чикаго, штат Иллинойс. Построенный в 1892 году, дом является одним из немногих сохранившихся жилых объектов Луиса Салливана.
Дом находится в собственности и управляется как музей и штаб-квартира организации Общество историков архитектуры (SAH). В 1970 году дом был внесён в Национальный реестр исторических мест. В 1998 году он был признан Национальным историческим памятником.

## Описание
Дом Чарнли расположен на Золотом берегу Чикаго к северу от коммерческого центра города, на юго-восточном углу Северной Астор-стрит и Восточной Шиллер-стрит. Это трехэтажное здание с каменным цокольным этажом и 2,5 этажами строгой кирпичной кладки. Фасад разделен на три части, в центральной части находится главный вход в каменном обрамлении, фланкированный парными створчатыми окнами. Над ним находится выступающий богато украшенный деревянный балкон, который скрывает тот факт, что стена за ним утоплена. Фланкирующие секции имеют одинарные створчатые окна, установленные на больших площадях из кирпича, в глубоких прямоугольных проемах с раскрепованными перемычками из кирпича. Третий уровень отделен от нижних уровней каменным косоуром и имеет по два глубоко утопленных квадратных окна в каждой секции.
Интерьер дома заметно контрастирует с его относительно простым внешним видом. Здесь повсюду высококачественная деревянная отделка, встроенные книжные шкафы со стеклянными дверцами разной формы и размера. В главной библиотеке установлен камин из африканского розового мрамора, а в столовой широко использовано красное дерево, любимое дерево Луиса Салливана.

## История
Строительство дома было завершено в 1892 году для Чарнли, чикагского лесопромышленника, который прожил в нём со своей семьей около десяти лет. Это отличительный и оригинальный проект Салливана, в котором современная эстетика была привнесена в классическую симметричную форму. Чарнли и Салливан были общими друзьями, поскольку Салливан проектировал для них дома для отдыха в Миссисипи.
Позже здание принадлежало членам семьи Уоллер, которые инвестировали в недвижимость. В 1986 году дом был приобретен архитектурной фирмой «Skidmore, Owings and Merrill» и впоследствии отреставрирован. Сеймур Перски приобрел дом в 1995 году и передал его в дар Обществу историков архитектуры, которая переименовала здание в Дом Чарнли-Перски в честь своего мецената.